# IC 698
IC 698 је лентикуларна галаксија у сазвјежђу Лав која се налази на листи објеката дубоког неба у Индекс каталогу.
Деклинација објекта је + 9° 6' 45" а ректасцензија 11h 29m 3,6s. Привидна величина (магнитуда) објекта IC 698 износи 13,4 а фотографска магнитуда 14,4. IC 698 је још познат и под ознакама UGC 6482, MCG 2-29-35, CGCG 67-88, IRAS 11264+0923, PGC 35364.